# Pei Xingru
Pei Xingru (cinese 裴星茹 pinyin: Péi Xīngrú; Datong, 11 ottobre 1998) è una lottatrice cinese, specializzata nella lotta libera.

## Palmarès
- Mondiali

Budapest 2016: oro nei 60 kg.
Budapest 2018: bronzo nei 59 kg.
Nur-Sultan 2019: bronzo nei 59 kg.
- Giochi asiatici

Giacarta 2018: argento nei 57 kg.
- Campionati asiatici

Biškek 2018: oro nei 57 kg.
- Giochi olimpici giovanili

Nanchino 2014: argento nei 60 kg.